# Pancheria humboldtiana
Pancheria humboldtiana là một loài thực vật thuộc họ Cunoniaceae. Đây là loài đặc hữu của New Caledonia.